# Nesticus shinkaii
Nesticus shinkaii là một loài nhện trong họ Nesticidae.
Loài này thuộc chi Nesticus. Nesticus shinkaii được Takeo Yaginuma miêu tả năm 1979.